# Velký a Malý Tisý
Velký a Malý Tisý este o arie protejată (arie specială de conservare — SAC, sit de importanță comunitară — SCI) din Republica Cehă întinsă pe o suprafață de 677,66 ha, integral pe uscat.

## Localizare
Centrul sitului Velký a Malý Tisý este situat la coordonatele 49°03′37″N 14°43′32″E / 49.060278°N 14.725556°E.

## Înființare
Situl Velký a Malý Tisý a fost declarat sit de importanță comunitară în aprilie 2005 pentru a proteja 1 specie de plante și 2 specii de animale. Situl a fost protejat și ca arie specială de conservare în iulie 2012.

## Biodiversitate
Situată în ecoregiunea continentală, aria protejată nu include niciun habitat protejat.
La baza desemnării sitului se află mai multe specii protejate:
- plante (1): Coleanthus subtilis
- mamifere (1): vidră de râu (Lutra lutra)
- nevertebrate (1): Osmoderma eremita